# ابوالکلام آزاد
مولانا ابوالکلام محی الدین احمد آزاد (به انگلیسی: Maulana Abul Kalam Muhiyuddin Ahmed) ‏(۱۱ نوامبر ۱۸۸۸ – ۲۲ فوریه ۱۹۵۸) شاعر، سخنور، سیاست‌مدار و مفسر قرآن، او مدتی رهبری حزب کنگره ملی هند را به عهده داشت و جوان‌ترین رهبر این حزب بود.
نخستین وزیر فرهنگ هند بعد از استقلال و از رهبران تراز نخست جنبش استقلال هندوستان بود. او پایه‌گذار بسیاری از مدارس و دانشگاه‌های هند به‌شمار می‌آید.

## زندگی
ابوالکلام آزاد در سال ۱۸۸۸ میلادی، در خانواده‌ای فارسی‌زبان اهل هرات به نام «فیروزبخت» در شهر مکه به دنیا آمد و در سال ۱۸۹۸ به همراه پدرش مولوی خیر الدین، از علمای سرشناس افغانستان به هندوستان کوچ کرد. مادر او دختر شیخ محمد ظاهر وطری، از علمای مدینه بود.
ابوالکلام بعد از بازگشت از مکه، در حالیکه ده – یازده ساله بود به همراه پدرش در شهر کلکته باشنده گردید. وی سخنرانی زبردست و در گفتار بیان شیوایی داشت که بزودی آوازه او در میان مسلمانان پیچید.

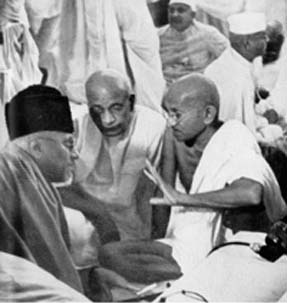
از راست مهاتما گاندی، والابای پاتل و آزاد در نشست AICC در مومبای در سال ۱۹۴۰

مولانا آزاد، مسئولیت مجلاتی چون الهلال و البلاغ را بر عهده داشته‌است و در آن‌ها دیدگاه‌های اندیشمندان مسلمان وقت، چون سید جمال الدین اسدآبادی را می‌نگاشته‌است.
او به زبان‌های فارسی، اردو، عربی و هندی مسلط بود و اشعاری به این زبان‌ها دارد. دکترعلی اصغر حکمت می‌نویسد: «ابوالکلام آزاد پیرمردی است که در حدود شصت سال دارد و بسیار باهوش و حسّاس و پر از حرارت و جوش است و عربی و فارسی را به شیوایی تکلّم می‌کند، ربع ساعتی پذیرایی نمود و از مسائل مربوط به فرهنگ عمومی سخن می‌گفت…» «مولانا ابوالکلام آزاد دعوت کرد که فردا به منزل او برای چای برویم»
او همچنین در رشته‌های ریاضیات، فلسفه، تاریخ جهان و علوم پایه بواسطهٔ آموزگاران خصوصی که خانواده‌اش برایش گرفته‌بودند، سررشته داشت.
او یکی از برجسته‌ترین رهبران مسلمان هند بود که بر هماهنگی و همبستگی هندوها و مسلمانان پافشاری می‌نمود و با جدایی مسلمانان هندوستان و تشکیل پاکستان مخالف بود. با استقلال هند، او به سمت وزیر فرهنگ و آموزش در هند رسید.
او هنگامی که در دادگاه انگلیسی و در برابر قاضی انگلیسی در حال محاکمه بود اینچنین گفت:
آری من گفته‌ام حکومت فعلی ستمگر است. اگر این را نگفته باشم و نگویم، چه بگویم؟ شما بگوئید! به خدا سوگند یا د می‌کنم که در شگفتم که چگونه از من می‌خواهند، اسم چیزها را تغییر دهم و سیاه را سفید قلمداد نمایم!...
من مسلمانم، و چون مسلمانم بر من واجب است که استبداد را بکوبم و زشتی آن را برملا نمایم، و بدیهای آن را آشکار کنم…
اینکه از مسلمانی بخواهند از گفتن حق ساکت بماند و ستم را ستم ننامد درست مانند آن است که از او بخواهند از زندگی اسلامیش دست بکشد در جایی که شما این حق را برای خودتان قائل نیستید که از انسانی بخواهید از دینش برگردد، این حق را هم ندارید از مسلمانی بخواهید که از حق گفتن خود داری نماید و ستم را ستم ننامد زیرا مفهوم این دو یکی است.
عامر خان هنرپیشه سرشناس هندی و هبت الله وزیر فعلی امور اقلیتها برادرزاده ابوالکلام می‌باشد.

## ابوالکلام و کوروش بزرگ
یکی از معروفترین آثار او برای ایرانیان تفسیر او از ذوالقرنین است که برای اولین بار گمانه زنی کرد که ذو القرنین همان کوروش کبیر است.
دکتر عبدالمنعم النمر (وزیر اوقاف و امور دینی مصر) و چهره اسلام‌شناس معاصر در مصر که در مجله العرب شماره ۱۸۴ پس از بیان دلایل ابوالکلام آزاد و دلایل مفسرین قبلی نتیجه می‌گیرد که ابوالکلام در موردکوروش کبیر و ذوالقرنین استدلال‌های منطقی ارائه کرده‌است، هرچند برخی مورخین منتقد دیدگاه او هستند.

## آثار
از مکتوبات ابوالکلام برخی در قالب کتاب چاپ شده و انتشار یافته‌است؛ مانند:
- تفسیر ترجمان القرآن
- هند آزادی گرفت
- غبار خاطر
- تذکره

و برخی نیز به صورت رساله منتشر شده‌است که از آن دسته می‌توان به «البصائر»، «تحصیل السعادتین»، «البرهان»، «القول الثابت»، «الدین الخالص» و … اشاره کرد.

## آرامگاه و میراث او
آرامگاه ابوالکلام در نزدیک باب شاه جهان مسجد جامع دهلی و روبروی قلعه سرخ می‌باشد.

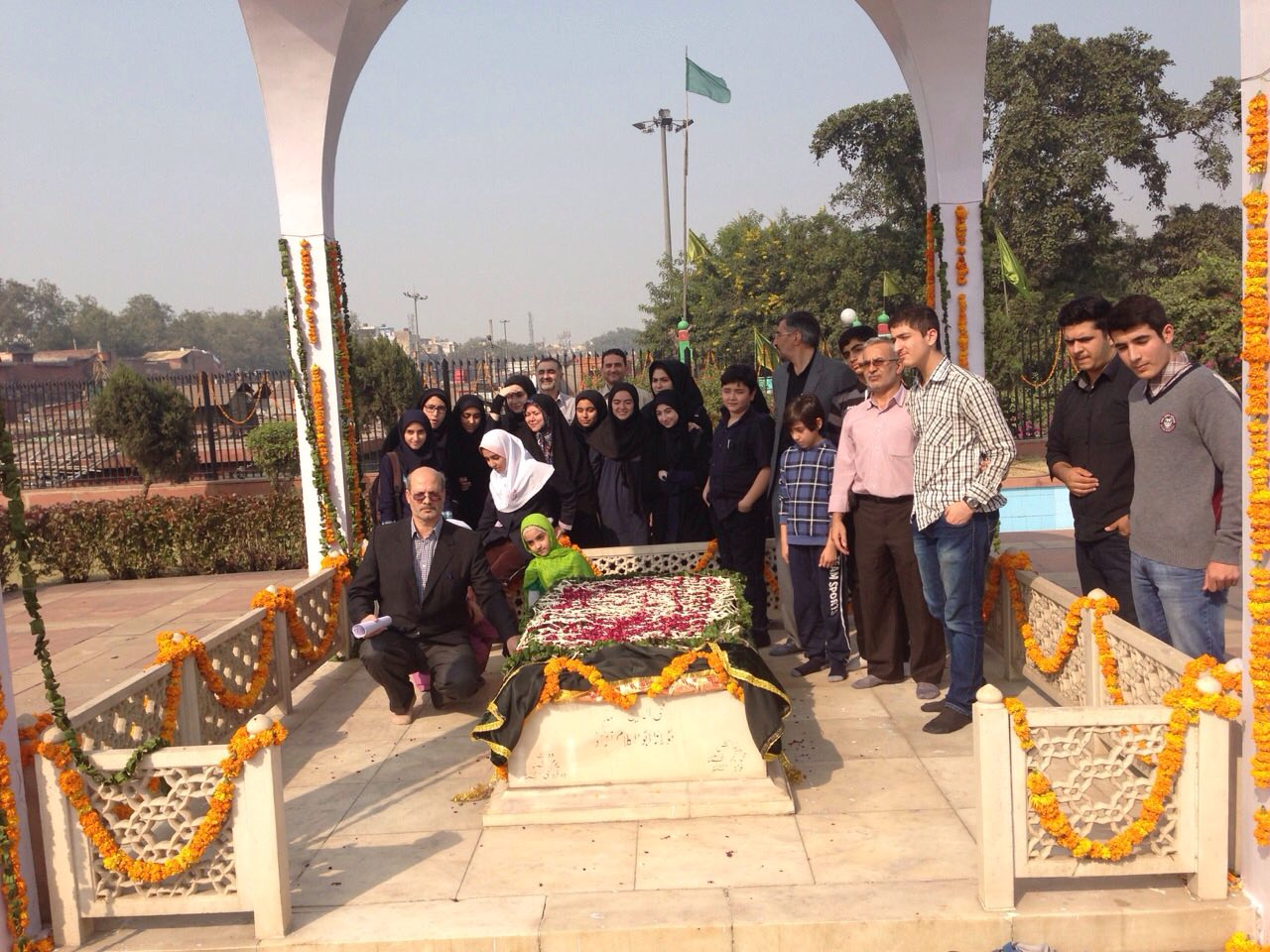
Abul Kalam azad

زادروز ابوالکلام روز ۱۱ نوامبر به نام روز ملی آموزش در هند نام‌گذاری شده و هر سال مقامات از رئیس‌جمهور و نخست وزیر تا وزیر علوم در مراسمی در این خصوص سخنرانی می‌کنند.
او بنیان‌گذار و پدر آموزش و تعلیم نوین در هند نام دارد.